# 孔拯 (金朝)
孔拯（1136年—1161年），字元济，金朝兖州曲阜县（今山东省曲阜市）人。孔子五十代孫，孔宗願玄孙，孔若蒙曾孙，孔端操之孙，孔璠长子。
皇统二年（1142年）三月，金熙宗封年仅八岁孔拯袭封衍圣公，加文林郎，奉祀孔子。天德二年（1150年），废帝完颜亮定袭封衍圣公俸格，有加于常品。当年立国子监，后来完颜亮加孔拯承直郎。金世宗大定元年（1161年），孔拯卒，享年二十六岁。埋葬在曲阜孔林孔子墓西侧。因为他没有子嗣，衍圣公其弟孔摠袭封。
| 前任者： 孔璠 | 金朝北宗衍圣公 1142年—1161年 | 繼任者： 孔摠 |

## 参看
- 孔子
- 孔子世家大宗世系
- 孔子世家大宗世系图
- 孔子世家南宗北宗世系图